# قيتولي
قيتولي هي إحدى القرى اللبنانية من قرى قضاء جزين في محافظة الجنوب.

## لمحة عن بلدة قيتولي
قيتولي بلدة من بلدات قضاء جزين تتربع على تلّة تعلو حوالي ال950م عن سطح البحر. تعاني قيتولي كباقي قرى قضاء جزين من الهجرة الداخليّة والخارجيّة. فالعديد من أبناء البلدة موجودون في بيروت كما أن العديد من الشباب هاجر إلى دول الانتشار حالهم حال معظم الشباب اللبناني. في قيتولي مجلس بلدي من خمسة عشرة عضو ومختاران. بلغ الناخبون وفق لوائح الشطب 2756 ناخب
أما التوزيع المذهبي للبلدة فهو على الشكل التالي:الموارنة 65%، الروم الكاثوليك 35%[بحاجة لمصدر].